# Aromă (fizică)
În fizica particulelor, aroma se referă la proprietatea fundamentală care distinge diferitele tipuri de particule elementare. Modelul standard identifică șase tipuri de quarcuri și șase tipuri de leptoni ca fiind particulele fundamentale care alcătuiesc materia. Fiecare tip de particulă are o aromă unică, reprezentată de un număr cuantic de aromă. Aceste numere cuantice sunt atribuite tuturor particulelor subatomice și pot fi utilizate pentru a le clasifica și înțelege comportamentul.
Pe lângă modelul standard, simetriile de familie propuse oferă o altă perspectivă asupra aromelor particulelor. Aceste simetrii sugerează că generațiile de quarcuri și leptoni sunt legate prin relații fundamentale, oferind o imagine mai completă a structurii materiei la nivel fundamental.

## Numere cuantice
În mecanica clasică, o forță aplicată unei particule punctiforme poate modifica doar starea sa dinamică, precum impulsul sau momentul unghiular. Spre deosebire de aceasta, teoria cuantică a câmpurilor permite interacțiuni care pot modifica și alte aspecte fundamentale ale naturii particulei, descrise prin numere cuantice discrete, statice. Un exemplu important este acțiunea forței slabe, care permite conversia numerelor cuantice ce definesc masa și sarcina electrică a quarcurilor și leptonilor de la o valoare discretă la alta. Acest fenomen este cunoscut sub numele de schimbare a aromei sau transmutare a aromei. Datorită naturii lor cuantice, stările de aromă pot experimenta și suprapunere cuantică.
În fizica atomică, numărul cuantic principal al unui electron specifică orbita energetică în care se află, determinând nivelul de energie al întregului atom. Analog, cele cinci numere cuantice de aromă (izospin, stranietate (strangeness), farmec (charm), bottomness și topness⁠(d)) pot caracteriza starea cuantică a quarcurilor, prin gradul în care prezintă șase arome distincte (u, d, s, c, b, t).
Particulele compozite pot fi formate din mai multe quarcuri, dând naștere hadronilor, precum mezoni și barioni, fiecare având caracteristici agregate unice, cum ar fi masa distinctă, sarcina electrică și modurile de dezintegrare. Numerele cuantice de aromă generale ale unui hadron depind de numărul de quarcuri constituenți ai fiecărei arome specifice.

### Legile de conservare
Toate sarcinile fundamentale discutate mai sus sunt conservate datorită faptului că operatorii de sarcină corespunzători pot fi interpretați ca generatori de simetrii care comută cu Hamiltonianul. Prin urmare, valorile proprii ale diferiților operatori de sarcină rămân constante.
Numerele cuantice absolut conservate în modelul standard sunt:
- Sarcina electrică (Q)
- Isospin slab (T3)
- Număr barionic (B)
- Număr leptonic (L)

În anumite teorii, cum ar fi teoria marii unificări, conservarea individuală a numărului barionic și leptonic poate fi încălcată, dar diferența dintre ele, notată B − L, rămâne conservată (vezi anomalia chirală).
Interacțiunile tari păstrează toate aromele particulelor elementare, dar toate numerele cuantice de aromă pot fi încălcate (schimbate, neconservate) de interacțiunile electroslabe.

## Simetria aromei
Dacă există două sau mai multe particule care experimentează interacțiuni identice, ele sunt considerate degenerate și pot fi interschimbate fără a afecta rezultatele observabile ale experimentului. Toate combinațiile liniare (complexe) ale acestor particule degenerate conduc la aceeași descriere fizică, cu condiția ca combinațiile să fie ortogonale sau perpendiculare una pe cealaltă.
Cu alte cuvinte, teoria posedă transformări de simetrie precum {\displaystyle M\left({u \atop d}\right)}, unde u și d sunt cele două câmpuri (reprezentând diferitele generații de leptoni și quarcuri, vezi mai jos), iar M este o matrice unitară 2×2 cu un determinant unitar. Astfel de matrici formează un grup Lie numit SU(2)⁠(d) (vezi grup unitar special). Aceasta este o exemplificare a simetriei aromei.
În cromodinamica cuantică, aroma este o simetrie globală conservată, ceea ce înseamnă că se menține neschimbată sub acțiunea transformărilor de simetrie. În teoria electroslabă, pe de altă parte, această simetrie este ruptă parțial, permițând procese de schimbare a aromei, cum ar fi dezintegrarea quarcurilor sau oscilațiile neutrinilor.

## Numere cuantice de aromă

### Leptoni
Toți leptonii poartă un număr leptonic L = 1, care este o mărime conservată în modelul standard. De asemenea, leptonii poartă izospin slab, T3, care are valorile −1/2 pentru cei trei leptoni încărcați (electron, muon și tau) și +1/2 pentru cei trei neutrini asociați. Fiecare dublet format dintr-un lepton încărcat și un neutrin cu T3 opus este considerat o generație de leptoni. Se definește de asemenea un număr cuantic numit hiperîncărcare slabă, YW, care are valoarea -1 pentru toți leptonii stângaci. Atât izospinul slab, cât și hiperîncărcarea slabă pot fi măsurate în modelul standard.
Leptonilor li se pot atribui șase numere cuantice de aromă: numărul electronic (Le), numărul muonic (Lmu), numărul tauonic (Ltau) și numerele corespunzătoare pentru neutrini (neutrini electronici, neutrini muoni și neutrini tau). Toate aceste numere cuantice sunt conservate în interacțiunile puternice și electromagnetice, dar pot fi încălcate de interacțiunile slabe. Prin urmare, numerele cuantice de aromă individuale nu sunt foarte utile în anumite contexte. Mai util este un număr cuantic separat pentru fiecare generație: 
- Număr lepton electronic: +1 pentru electroni și neutrini electronici (Le = 1)
- Număr lepton muonic: +1 pentru muoni și neutrini muoni (Lmu = 1)
- Număr lepton tauonic: +1 pentru leptoni tau și neutrini tau (Ltau = 1)

Cu toate acestea, chiar și aceste numere nu sunt absolut conservate, deoarece pot apărea oscilații între neutrini din generații diferite. Adică, un neutrin cu o anumită aromă se poate transforma într-un alt tip de neutrin. Intensitatea acestor oscilații este descrisă de o matrice numită matricea Pontecorvo–Maki–Nakagawa–Sakata (matricea PMNS).

### Quarcuri
Toate quarcurile poartă un număr barionic B = + 1/3 , iar toate antiquarcurile au B = − 1/3 . De asemenea, toate poartă izospin slab, T3 = ± 1/2 . Quarcurile încărcate pozitiv (sus, charm și top) sunt denumite quarcuri de tip „up” și au T3 = + 1/2 ; quarcurile încărcate negativ (down, strange și bottom) sunt denumite quarcuri de tip „down” și au T3 = − 1/2 . Fiecare dublet format dintr-un quarc de tip „up” și unul de tip "down" constituie o generație de quarcuri.
Pentru toate numerele cuantice de aromă ale quarcurilor enumerate mai jos, convenția este că sarcina de aromă și sarcina electrică a unui quarc au același semn. Prin urmare, orice aromă purtată de un mezon încărcat are același semn cu încărcarea sa. Quarcurile au următoarele numere cuantice de aromă:
- A treia componentă a izospinului (de obicei numită pur și simplu „izospin”) (I3), are valorile I3 = 1/2 pentru quarcul up și I3 = −1/2 pentru quarcul down.
- Strangeness/Stranietate (S): Definită ca S = −n s + n s̅ , unde ns reprezintă numărul de quarcuri stranii (s

) și ns̅ reprezintă numărul de antiquarcuri stranii (s

). Acest număr cuantic a fost introdus de Murray Gell-Mann. Această definiție conferă quarcului straniu o stranietate de -1 din motivul menționat mai sus.
- Charm/Farmec⁠(d) (C): Definit ca C = n c − n c̅ , unde nc reprezintă numărul de quarcuri charm (c

) și nc̅ reprezintă numărul de antiquarcuri charm. Valoarea quarcului charm este +1.
- Bottomness⁠(d) (sau beauty) (B′): Definită ca B′ = −n b + n b̅ , unde nb reprezintă numărul de quarcuri bottom (b

) și nb̅ reprezintă numărul de antiquarcuri bottom. Valoarea quarcului bottom este -1.
- Topness⁠(d) (sau adevăr) (T): Definit ca T = n t − n t̅ , unde nt reprezintă numărul de quarcuri top (t

) și nt̅ reprezintă numărul de antiquarcuri top. Cu toate acestea, din cauza timpului de înjumătățire extrem de scurt al quarcului top (durata de viață estimată de doar 5×10−25 s), până când poate interacționa puternic, acesta s-a degradat deja la o altă aromă de quarc (de obicei la un quarc bottom). Din acest motiv, quarcul top nu hadronizează, adică nu formează niciodată mezon sau barion.
Aceste cinci numere cuantice, împreună cu numărul barionic (care nu este un număr cuantic de aromă), specifică complet starea fiecăreia dintre cele 6 arome de quarcuri separate (ca n q − n q̅ , unde un antiquarc este numărat cu semnul minus). Ele sunt conservate atât de interacțiunile electromagnetice, cât și de interacțiunile tari (dar nu de interacțiunea slabă). Pe baza lor pot fi construite numerele cuantice derivate:
- Hiperîncărcare (Y): Y = B + S + C + B′ + T
- Sarcina electrică (Q): Q = I3 + 1/2Y (vezi Formula Gell-Mann-Nishijima)

Termenii „strange” și „stranietate” au fost introduși înainte de descoperirea quarcurilor, dar au continuat să fie utilizați ulterior din motive de continuitate (adică stranietatea fiecărui tip de hadron a rămas neschimbată). Stranietatea antiparticulelor este definită ca +1, iar stranietatea particulelor ca −1. Stranietatea a fost introdusă pentru a explica rata de dezintegrare a particulelor nou descoperite, cum ar fi kaonul, și a fost utilizată în clasificarea hadronilor conform Modelului Căilor Octuple și în modelele ulterioare de quarcuri. Aceste numere cuantice sunt conservate sub interacțiunile puternice și electromagnetice, dar nu și sub interacțiunile slabe.
În cazul dezintegrărilor slabe de ordinul întâi, adică a proceselor care implică doar o dezintegrare a unui quark, numerele cuantice de aromă (de exemplu, charm) pot varia doar cu o unitate. Cu alte cuvinte, într-o dezintegrare care implică un quark charm sau un antiquarc, fie ca particulă incidentă, fie ca produs secundar al dezintegrării, variația numărului cuantic charm este ΔC = ±1. Similar, pentru o dezintegrare care implică un quark bottom sau un antiquarc, variația numărului cuantic bottomness este ΔB′ = ±1. Deoarece procesele de ordinul întâi sunt mai frecvente decât cele de ordinul doi (care implică două dezintegrări ale quarcurilor), această regulă poate fi utilizată ca o „regulă de selecție” aproximativă pentru dezintegrările slabe.
Un amestec special de arome de quarcuri este o stare proprie a părții de interacțiune slabă a hamiltonianului, deci va interacționa într-un mod deosebit de simplu cu bosonii W (interacțiunile slabe încărcate încalcă aroma). Pe de altă parte, un fermion cu o masă fixă (o stare proprie a părților cinetice și de interacțiune puternică a hamiltonianului) este o stare proprie a aromei. Transformarea de la prima bază la baza stare-proprie-aromă/stare-proprie-masă pentru quarcuri stă la baza matricei Cabibbo-Kobayashi-Maskawa (matricea CKM). Această matrice este analogă cu matricea PMNS pentru neutrini și cuantifică modificările de aromă în cazul interacțiunilor slabe încărcate ale quarcurilor.
Matricea CKM permite încălcarea CP dacă există cel puțin trei generații de quarcuri.

### Antiparticule și hadroni
Numerele cuantice de aromă sunt aditive. Prin urmare, antiparticulele au o aromă cu magnitudinea egală cu cea a particulei corespunzătoare, dar cu semn opus. Hadronii moștenesc numărul cuantic de aromă de la quarcurile lor de valență: această regulă stă la baza clasificării hadronilor în modelul quarcului. Relațiile dintre hipersarcină, sarcină electrică și alte numere cuantice de aromă sunt valabile atât pentru hadroni, cât și pentru quarcuri.

## Problema de aromă
Problema aromei (cunoscută și sub numele de puzzle-ul aromei) constă în incapacitatea fizicii aromelor din modelul standard actual de a explica motivele pentru care parametrii liberi ai particulelor din model au valorile pe care le au și de ce există valori specifice pentru unghiurile de amestecare din matricele PMNS și CKM. Acești parametri liberi - masele fermionilor și unghiurile lor de amestecare - par a fi ajustați în mod specific. Descoperirea motivelor pentru o astfel de ajustare ar reprezenta soluția la puzzle-ul aromei. 
Puzzle-ul ridică o serie de întrebări fundamentale, cum ar fi:
- De ce există trei generații de quarcuri (up-down, charm-strange și quarcuri top-bottom) și leptoni (electron, muon și neutrin tau)?

- Cum și de ce apare o ierarhie a maselor și a amestecurilor între diferitele arome ale acestor fermioni?[2][3][4]

## Cromodinamica cuantică
Cromodinamica cuantică (QCD) conține șase tipuri de quarcuri, numite up, down, charm, strange, top și bottom. Cu toate acestea, masele lor diferă semnificativ, ceea ce le face non-interschimbabile. Quarcurile up și down au mase mici, de aproximativ 1 și 3 MeV/c^2, respectiv, și prezintă o simetrie SU(2) aproximativă (simetria izospin).

### Descrierea simetriei chirale
În anumite condiții (de exemplu, când masele quarcurilor sunt mult mai mici decât scala de rupere a simetriei chirale de 250 MeV), contribuția maselor quarcurilor la comportamentul sistemului este neglijabilă. La o primă aproximație, masele celor mai ușoare quarcuri pot fi ignorate pentru majoritatea scopurilor, considerându-se că au masă zero. În această aproximație, comportamentul al transformărilor de aromă poate fi modelat cu succes ca acționând independent pe părțile stânga și dreapta ale fiecărui câmp de quarcuri. Această descriere aproximativă a simetriei aromei este descrisă de grupul chiral SUL(Nf) × SUR(Nf).

### Descrierea simetriei vectoriale
Dacă toate quarcurile ar avea mase diferite de zero, dar egale, atunci această simetrie chirală ar fi ruptă la simetria vectorială a „grupului de aromă diagonală” SU(Nf), care aplică aceeași transformare ambelor helicități ale quarcurilor. Această reducere a simetriei este o formă de rupere explicită a simetriei, a cărei forță este controlată de masele curente ale quarcurilor în QCD.
Chiar și dacă quarcurile sunt considerați a fi fără masă, simetria chirală a aromei poate fi ruptă spontan dacă vidul teoriei conține un condensat chiral (cum se întâmplă în QCD la energie joasă). Acest lucru generează o masă efectivă pentru quarcuri, adesea identificată cu masa quarcului de valență în QCD.

### Simetriile QCD
Analiza experimentelor indică faptul că masele curente ale quarcurilor pentru aromele mai ușoare (up, down și strange) sunt mult mai mici decât scara QCD, ΛQCD. Prin urmare, simetria chirală a aromei este o bună aproximare a QCD pentru aceste arome. Succesul teoriei perturbației chirale și al modelelor chirale, chiar mai simple, decurge din acest fapt. Masele de quarc de valență extrase din modelul quarcului sunt semnificativ mai mari decât masele curente ale quarcurilor. Acest lucru indică faptul că QCD are simetrie chirală spontană, care se rupe odată cu formarea unui condensat chiral. Alte faze ale QCD pot rupe simetriile aromei chirale în moduri diferite.

## Istoric

### Izospin
Izospinul, stranietatea și hiperîncărcarea au precedat modelul quarcului. Primul dintre aceste numere cuantice, izospinul, a fost introdus ca concept în anul 1932 de către Werner Heisenberg, pentru a explica simetriile neutronului recent descoperit (simbol n):
- Masa neutronului și a protonului (simbolul p) este aproape identică: sunt aproape degenerați și, prin urmare, ambii sunt adesea denumiți „nucleoni”, un termen care ignoră diferențele lor minore. Deși protonul are o sarcină electrică pozitivă, iar neutronul este neutru, ele sunt aproape identice în toate celelalte privințe, iar interacțiunile lor nucleare de legătură (denumire veche pentru forța nucleară reziduală) sunt mult mai puternice în comparație cu forța electrică dintre unii nucleoni, încât nu are rost să acordăm prea multă atenție diferențelor lor minore.
- Puterea interacțiunii forte dintre orice pereche de nucleoni este aceeași, indiferent dacă aceștia interacționează ca protoni sau ca neutroni.

Protonii și neutronii au fost grupați ca nucleoni și tratați ca stări diferite ale aceleiași particule, numită nucleon, deoarece ambii au o masă aproape identică și interacționează în mod similar, dacă neglijăm interacțiunea electromagnetică mult mai slabă.
Heisenberg a observat că formularea matematică a acestei simetrii era similară în anumite aspecte cu formularea matematică a spinului nerelativist, de unde provine denumirea de „izospin”. Neutronul și protonul sunt asociați cu dubletul (spin-1⁄2, 2 sau reprezentarea fundamentală) a grupului SU(2), fiind corelați cu proiecții izospin I3 = +1⁄2 și −1⁄2 respectiv. Pionii sunt asociați cu tripletul (spin-1, 3, sau reprezentarea adăugată) a grupului SU(2). Totuși, spre deosebire de teoria spinului, acțiunea grupului nu conservă aroma (de fapt, acțiunea grupului constă specific în schimbul aromei).
La construirea unei teorii fizice a forțelor nucleare, s-ar putea presupune pur și simplu că aceasta nu depinde de izospin, deși izospinul total trebuie conservat. Conceptul de izospin s-a dovedit a fi util în clasificarea hadronilor descoperiți în anii 1950 și 1960 (vezi zoo de particule), unde particulelor cu masă similară li se atribuie un Multiplet⁠(d) izospin SU(2).

### Stranietate și hiperîncărcare
Descoperirea unor particule stranii, precum kaonul⁠(d), a condus la introducerea unui nou număr cuantic conservat de interacțiunea forte: stranietatea (sau, echivalent, hiperîncărcarea). Formula Gell-Mann-Nishijima, derivată în 1953, stabilește o relație între stranietate, hiperîncărcare, izospin și sarcina electrică.

### Calea octuplă și modelul quarcurilor
Odată ce kaonii și proprietatea lor de stranietate au fost mai bine înțelese, a devenit evident că și aceștia păreau să facă parte dintr-o simetrie mai largă, care includea izospinul ca subgrup. Murray Gell-Mann a numit această simetrie mai largă "Calea Octuplă" și s-a recunoscut imediat că ea corespunde reprezentării adăugate a grupului SU(3)⁠(d). Pentru a înțelege mai bine originea acestei simetrii, Gell-Mann a propus existența quarcurilor up, down și strange care ar aparține reprezentării fundamentale a simetriei aromei SU(3).

### Mecanismul GIM și charm
Pentru a explica absența observată a curenților neutri care schimbă aroma, a fost propus în 1970 mecanismul GIM (Glashow-Iliopoulos-Maiani). Mecanismul GIM a introdus conceptul de quarc charm și a prezis existența mezonului mezonului J/psi. Descoperirea mezonului J/psi în 1974 a confirmat existența quarcurilor charm. Această descoperire este cunoscută sub numele de Revoluția din Noiembrie. Numărul cuantic de aromă asociat cu quarcul charm a primit denumirea de charm.

### Bottomness și topness
Quarcurile bottom și top au fost prezise în 1973 pentru a explica încălcarea CP. Această predicție a implicat, introducerea a două noi numere cuantice de aromă: bottomness și topness.